# Autobahndreieck Stuhr
Das Autobahndreieck Stuhr (Abkürzung: AD Stuhr; Kurzform: Dreieck Stuhr) ist ein Autobahndreieck in Niedersachsen in der Metropolregion Nordwest. Es verbindet die Bundesautobahn 28 (Leer — Delmenhorst) mit der Bundesautobahn 1 (Heiligenhafen — Hamburg — Köln — Saarbrücken).

## Geografie
Das Dreieck liegt auf dem Stadtgebiet von Stuhr im Landkreis Diepholz. Die umliegenden Städte und Gemeinden sind Delmenhorst und Groß Ippener. Nächstgelegene Ortsteile sind Groß Mackenstedt, Barkendamm und Stelle, alle zu Stuhr gehörig. Es befindet sich etwa 10 km südwestlich der Bremer Innenstadt, etwa 100 km nordwestlich von Hannover und etwa 35 km südöstlich von Oldenburg.
Das Dreieck befindet sich am Rande des Naturpark Wildeshauser Geest.
Das Autobahndreieck Stuhr trägt auf der A 28 die Anschlussstellennummer 26, auf der A 1 die Nummer 58.

## Geschichte
Das Dreieck Stuhr entstand 2006 im Zuge des Weiterbaus der A 28 und deren Anschluss an die A 1. Dabei wurde die Anschlussstelle Delmenhorst-Ost an der A 1 teilweise zurückgebaut, sodass eine Verbindung in Form eines Autobahndreiecks gebaut werden konnte. Diese wurde dann durch die Anschlussstelle Groß Mackenstedt ersetzt, die mit dem Dreieck einen Doppelanschluss bildet.

## Bauform und Ausbauzustand
Die A 28 ist vierstreifig, die A 1 sechsstreifig ausgebaut. Alle Verbindungsrampen sind einstreifig ausgeführt.
Das Dreieck wurde als linksgeführte Trompete angelegt.

## Verkehrsaufkommen
Das Dreieck wird täglich von rund 93.000 Fahrzeugen befahren.
| Von                           | Nach                  | Durchschnittliche tägliche Verkehrsstärke | Durchschnittliche tägliche Verkehrsstärke | Anteil Schwerlastverkehr | Anteil Schwerlastverkehr |
| Von                           | Nach                  | 2010                                      | 2015                                      | 2010                     | 2015                     |
| ----------------------------- | --------------------- | ----------------------------------------- | ----------------------------------------- | ------------------------ | ------------------------ |
| AS Bremen/Brinkum (A 1)       | AD Stuhr              | 79.400                                    | 83.800                                    | 20,0 %                   | 17,5 %                   |
| AD Stuhr                      | AS Groß Ippener (A 1) | 50.300                                    | 50.000                                    | 25,0 %                   | 22,2 %                   |
| AS Dreieck Delmenhorst (A 28) | AD Stuhr              | 44.000                                    | 51.200                                    | 14,6 %                   | 13,5 %                   |